# Марига, Макдональд
Макдональд Марига Ваньяма (англ. McDonald Mariga Wanyama; 4 апреля 1987, Найроби, Кения) — кенийский футболист, полузащитник. Выступал в сборной Кении.

## Биография
Макдональд Марига родился 4 апреля 1987 года в Найроби в многодетной семье, где было 8 братьев и сестёр. Первоначально Марига хотел пойти учиться на военного, однако его отговорил отец, Ноа Ваньяма, бывший футболист, выступавший за сборную Кении. Младший брат Макдональда, Виктор Ваньяма, тоже является футболистом и выступает на позиции полузащитника.

### Клубная карьера
Марига начал заниматься футболом в школах «Улинзи Старз» и «Кения Пайплайн» (Найроби). Позже выступал за команду из чемпионата Кении, провёл там 2 сезона и перешёл в шведский клуб «Энчёпинг». В клубе со Второго дивизиона Швеции, он показывал хорошую игру и в январе 2006 года его купил «Хельсингборг» за 250 тысяч евро. В клубе сыграл 36 матчей и забил 16 мячей, выиграл Кубок Швеции в 2006 году.
В июле 2007 года Марига переехал в «Парму», в аренду с правом выкупа. Итальянский клуб он предпочёл английскому «Портсмуту». Дебют в серии А состоялся 7 октября 2007 года в домашнем матче против столичной Ромы, тогда «Парма» проиграла (3:0). Он был первым кенийским игроком в серии А. В начале мая 2008 года официально стал игроком «Пармы», его выкупили за 1 940 000 евро. Первый гол в Италии Марига забил 28 февраля 2009 года в матче «Модена» — «Парма» (2:2). Во время выступления за «Парму» Маригу намеревался подписать «Манчестер Сити», однако кениец не смог получить разрешение на работу в Англии. Во время переговоров за переходом Мариги следила вся страна, включая премьер-министра Кении, который звонил британскому коллеге, чтобы тот оказал помощь.
1 февраля 2010 года Марига перешёл в миланский «Интернационале», подписав контракт до 30 июня 2014 года. За 50 % прав на игрока «Интер» заплатил 4,58 млн евро, и передал «Парме» половину прав на Жонатана Бьябьяни и отдал в аренду, после окончания действующего арендного соглашения, Луиса Хименеса. В июне 2010 года «Интер» выкупил оставшуюся часть прав на Маригу.
18 августа 2011 года футболист перешёл в испанский клуб «Реал Сосьедад» на правах полугодичной аренды с возможным правом выкупа.

### Карьера в сборной
За национальную сборную Кении играет с 2003 года. Первый гол забил 25 марта 2007 года в матче против сборной Свазиленда.

## Достижения
- Чемпион Италии (1): 2009/10
- Обладатель Кубка Италии (2): 2009/10, 2010/11
- Победитель Лиги чемпионов (1): 2009/10
- Обладатель Суперкубка Италии (1): 2010
- Победитель Клубного чемпионата мира по футболу (1): 2010

## Личная жизнь
Макдональд — брат полузащитника «Тоттенхэм Хотспур» и сборной Кении Виктора Ваньямы.